# Xenias de Arcadia
Xenias es un comandante de mercenarios de Parrasia en Arcadia. Estuvo al servicio del príncipe Ciro el Joven, pretendiente al trono del Imperio aqueménida, a quién acompañó, con sus 300 hombres, a la corte cuando su padre Darío I el Grande le citó en 405 a. C. Tras el retorno de Ciro a su satrapía en Asia Menor, Xenias comandó la guarnición en Jonia y con la gran parte de sus tropas, 4000 hoplitas, se unió al príncipe en su expedición contra su medio hermano Artajerjes II, dejando tras sí una cantidad suficiente de hombres para guardar las ciudadelas. En Tarso una gran parte de sus hombres y también muchos de Pasión de Mégara quisieron volver a Grecia, pues no querían luchar contra el inmenso ejército del Rey de Reyes Artajerjes, y para ello se pusieron bajo el mando de Clearco de Esparta. Ciro enseguida tuvo convencer a Clearco para que retuviera a los hombres, pero a cambio Xenias y Pasión abandonaron el ejército en la ciudad de Miriandro, y partieron en barco rumbo a Grecia.